# Sviter
Sviter är en diktsamling av Erik Lindegren utgiven 1947 av Bonniers förlag.
Samlingen visade upp en ny, mera mångsidig och romantisk sida av Lindegrens diktning jämfört med det komplexa bildspråket i den banbrytande mannen utan väg fem år tidigare. Boken innehåller bland annat avdelningen Amoroso med kärleksdikter, som "Arioso" med sin välkända öppningsrad "Någonstans inom oss är vi alltid tillsammans".
Samlingen består av nio numrerade sviter, efter den inledande dikten "Hamlets himmelsfärd" som står för sig själv. Titeln och sammansättningen av samlingen har gjort att den liknats vid en musikalisk svit. Lindegren nämnde barocksviter som den musikaliska form han inspirerats av i Sviter. Litterära motiv inspirerades av bland andra Shelley och Hölderlin som två av dikterna namngivits efter, Shakespeare, Kafka, Verlaine och samtida diktare som Stephen Spender och Dylan Thomas.
Kärlekspoesin i Amoroso, som var något nytt i Lindegrens diktning, skrevs 1945–1947. Litterära impulser som bidrog till dessa dikter kom från John Keats och Paul Éluard. Många av de övriga dikterna skrevs tidigare, en stor del under åren 1941–1945. En av de tidigaste dikterna är den inledande "Hamlets himmelsfärd" som skrevs 1940.
I boken finns också en avdelning, Deviser, med dikter skrivna till tavlor av Halmstadgruppen.
Sviter blev en stor framgång hos både kritiker och läsare och betraktades redan under sin samtid som fyrtiotalets lyriska höjdpunkt.[källa behövs]

## Innehåll
- Hamlets himmelsfärd
- I
  - Altaret
  - Döende gladiator
  - Gammal indian
- II
  - Kostymen K
  - Trösten
  - Tanken
- III I det namnlösas namn
  - Dagens dikt?
  - Stupad soldat
  - Fokus
  - De döda
  - Vid Shelleys hav
  - Hölderlin
- IV Deviser
  - Sökaren
  - Ecce homo
  - Kosmisk moder
- V Vignetter
  - Vinden
  - Vårvinter
  - Skytisk vår
  - Drömmen
  - Ängen
  - Paus
- VI Scherzando
- VII Amoroso
  - Tillägnan
  - Arioso
  - Promenad i vinterskymning
  - Döende vår
  - Regnet
  - De fem sinnenas dans
- VIII Abstrakta variationer
- IX Pastoralsvit